# Clare Wilkie
Clare Wilkie, född 1974 i Somerset i England, är en brittisk skådespelare. Wilkie är bland annat känd för sina roller i Berkeley Square och David Copperfield.

## Filmografi i urval
- 1992 – Riddarna på Covington Cross (TV-serie)
- 1998 – Berkeley Square (TV-serie)
- 1999 – David Copperfield
- 2000-2001 – EastEnders (TV-serie)
- 2002-2016 – Doctors (TV-serie)
- 2016 – Mr Selfridge (TV-serie)